# Qualificazioni ai Giochi della XX Olimpiade (UEFA)
Di seguito sono elencati gli incontri con relativo risultato della zona europea (UEFA) per le qualificazioni a Monaco di Baviera 1972.

## Formula
La formula prevedeva due turni eliminatori.
Nel primo turno eliminatorio, le 20 squadre vennero divise in 10 spareggi A/R. In caso di pareggio, era previsto un terzo incontro in campo neutro. Le vincenti si sarebbero qualificate al secondo turno eliminatorio.
Nel secondo turno eliminatorio, le 10 squadre vennero divise in quattro gironi A/R, di cui due da tre squadre e due da due squadre ciascuno. Le vincenti di ogni girone si sarebbero qualificate alle Olimpiadi.

## Risultati

### Primo turno eliminatorio
|  | Germania Est | 4 – 0 | Italia |  |

|  | Italia | 0 – 1 | Germania Est |  |

|  | Regno Unito | 1 – 0 | Bulgaria |  |

|  | Bulgaria | 5 – 0 | Regno Unito |  |

|  | Islanda | 0 – 0 | Francia |  |

|  | Francia | 1 – 0 | Islanda |  |

|  | Lussemburgo | 1 – 0 | Austria |  |

|  | Austria | 3 – 2 | Lussemburgo |  |

|  | Lussemburgo | 0 – 2 | Austria |  |

|  | Polonia | 7 – 0 | Grecia |  |

|  | Grecia | 0 – 1 | Polonia |  |

|  | Irlanda | 0 – 1 | Jugoslavia |  |

|  | Jugoslavia | 2 – 0 | Irlanda |  |

|  | Romania | 2 – 1 | Albania |  |

|  | Albania | 1 – 2 | Romania |  |

|  | Unione Sovietica | 4 – 0 | Paesi Bassi |  |

|  | Paesi Bassi | 0 – 0 | Unione Sovietica |  |

|  | Spagna | 1 – 0 | Turchia |  |

|  | Turchia | 0 – 1 | Spagna |  |

|  | Svizzera | 2 – 1 | Danimarca |  |

|  | Danimarca | 4 – 0 | Svizzera |  |

Passano il turno Germania Est (5-0), Bulgaria (5-1), Francia (1-0), Austria (5-3, dopo spareggio), Polonia (8-0), Jugoslavia (3-0), Romania (4-2), Unione Sovietica (4-0), Spagna (2-0) e Danimarca (5-2).

### Secondo turno eliminatorio

#### Gruppo 1
| Squadra          | P.ti | G | V | N | P | GF | GS | DR  |
| ---------------- | ---- | - | - | - | - | -- | -- | --- |
| Unione Sovietica | 8    | 4 | 4 | 0 | 0 | 13 | 2  | +11 |
| Francia          | 4    | 4 | 2 | 0 | 2 | 10 | 9  | +1  |
| Austria          | 0    | 4 | 0 | 0 | 4 | 1  | 13 | -12 |

|  | Unione Sovietica | 5 – 1 | Francia |  |

|  | Francia | 5 – 1 | Austria |  |

|  | Austria | 0 – 1 | Unione Sovietica |  |

|  | Unione Sovietica | 4 – 0 | Austria |  |

|  | Austria | 0 – 3 | Francia |  |

| Parigi 25 maggio 1972, ore 17 UTC+2                                        | Francia   | 1 – 3                         | Unione Sovietica | Parco dei Principi (30 000 spett.) |
| \| \| \| \| \| Tonnel 59’ \| Marcatori \| 42’ Mačaidze 47’, 89’ Blochin \| |           |                               |                  |                                    |
|                                                                            |           |                               |                  |                                    |
| Tonnel 59’                                                                 | Marcatori | 42’ Mačaidze 47’, 89’ Blochin |                  |                                    |

#### Gruppo 2
| Squadra  | P.ti | G | V | N | P | GF | GS | DR |
| -------- | ---- | - | - | - | - | -- | -- | -- |
| Polonia  | 6    | 4 | 3 | 0 | 1 | 8  | 3  | +5 |
| Bulgaria | 5    | 4 | 2 | 1 | 1 | 14 | 10 | +4 |
| Spagna   | 1    | 4 | 0 | 1 | 3 | 6  | 15 | -9 |

|  | Bulgaria | 8 – 3 | Spagna |  |

|  | Spagna | 0 – 2 | Polonia |  |

|  | Bulgaria | 3 – 1 | Polonia |  |

|  | Polonia | 2 – 0 | Spagna |  |

|  | Polonia | 3 – 0 | Bulgaria |  |

|  | Spagna | 3 – 3 | Bulgaria |  |

#### Gruppo 3
|  | Germania Est | 2 – 0 | Jugoslavia |  |

|  | Jugoslavia | 0 – 0 | Germania Est |  |

Si qualifica la Germania Est (2-0).

#### Gruppo 4
|  | Danimarca | 2 – 1 | Romania |  |

|  | Romania | 2 – 3 | Danimarca |  |

Si qualifica la Danimarca (5-3).